# Ján Lašák
Ján Lašák (* 10. April 1979 in Zvolen, Tschechoslowakei) ist ein ehemaliger slowakischer Eishockeytorwart, der über viele Jahre bei den Milwaukee Admirals in der American Hockey League, beim HC Pardubice und den Bílí Tygři Liberec aus der tschechischen Extraliga und beim SKA Sankt Petersburg, Atlant Mytischtschi und Amur Chabarowsk in Russland aktiv war. Mit der slowakischen Nationalmannschaft gewann er insgesamt drei WM-Medaillen. Heute arbeitet Lašák als Torwarttrainer.

## Karriere
Lašák begann seine Karriere in den Juniorenmannschaften des HKm Zvolen, für den er in der Spielzeit 1998/99 sein Debüt in der Extraliga gab. Während des NHL Entry Draft 1999 wurde er von den Nashville Predators in der zweiten Runde an insgesamt 65. Stelle ausgewählt und wechselte kurze Zeit später nach Nordamerika. Die Predators schickten ihn zunächst in die East Coast Hockey League zu den Hampton Roads Admirals, die damals als Farmteam des NHL-Klubs agierten. In der Saison 1999/2000 der ECHL brillierte Lašák und gewann mehrere Auszeichnungen der Liga. Unter anderem wurde er zum Torhüter des Jahres und Rookie des Jahres gewählt.
Nach diesem Erfolg wechselte Ján Lašák innerhalb der Predators-Franchise zu den Milwaukee Admirals, für die er bis 2003 spielte. Während dieser Zeit kam er zu insgesamt sechs Einsätzen in der NHL für die Predators, konnte sich aber nicht gegen die anderen Torhüter des Franchise durchsetzen. Daher wechselte er während der Saison 2003/04 zum SKA Sankt Petersburg in die russische Superliga. Im Sommer 2004 entschied er sich zu einem erneuten Vereinswechsel und unterschrieb einen Vertrag beim tschechischen Erstligisten HC Moeller Pardubice. Gleich in seiner ersten Saison dort konnte er mit seiner neuen Mannschaft die tschechische Meisterschaft gewinnen und wurde zum Spieler des Jahres gewählt.
Ab der Spielzeit 2009/10 stand Lašák beim HC Košice unter Vertrag und wurde im Dezember 2009 zunächst für einen Monat an Atlant Mytischtschi aus der Kontinentalen Hockey-Liga ausgeliehen. Diese Leihe wurde später bis zum Saisonende verlängert. Im Juni 2010 erhielt Lašák einen neuen Vertrag über ein Jahr bei Atlant, der im September aufgelöst wurde. In der Folge war er arbeitslos, bevor ihn Jokerit aus der finnischen SM-liiga im November des gleichen Jahres verpflichtete. Mit Jokerit erreichte er das Playoff-Viertelfinale, in dem sein Team dem späteren Meister und Lokalrivalen HIFK Helsinki unterlag.
Im April 2011 wurde Lašák von Amur Chabarowsk aus der Kontinentalen Hockey-Liga unter Vertrag genommen. Im November 2012 wurde er nach der Verpflichtung von Alexei Kusnezow aus seinem Vertrag entlassen und im Januar 2013 vom HK Spartak Moskau verpflichtet. Für Spartak absolvierte er bis Saisonende 18 KHL-Partien, verließ den Verein jedoch im Anschluss. Im September 2013 erhielt er einen Kurzzeitvertrag beim HC Dukla Trenčín aus der slowakischen Extraliga.
Zwischen Januar 2014 und dem Ende der Saison 2016/17 stand Lašák bei den Bílí Tygři Liberec aus der tschechischen Extraliga unter Vertrag. In dieser Zeit gewann er mit den Weissen Tigern jeweils einmal die Meisterschaft und die Vizemeisterschaft. Zudem wurde er 2016 als bester Torhüter der Extraliga ausgezeichnet. 2017 beendete er seine Karriere und wurde Torwart-Trainer im Nachwuchsbereich und bei der slowakischen Nationalmannschaft.
2018 nahm er als Trainer an den Olympischen Winterspielen und der Weltmeisterschaft teil.

### International
Neben seinen Erfolgen auf Vereinsebene wurde Ján Lašák auch regelmäßig bei internationalen Titelkämpfen eingesetzt. Mit der Junioren-Auswahl der Slowakei nahm er an den U20-Weltmeisterschaften 1999 teil. Schon ein Jahr später wurde er in die slowakische A-Nationalmannschaft berufen und kam bei der Weltmeisterschaft 2000 zum Einsatz, bei der er die Silbermedaille gewann. In den folgenden Jahren nahm er an fast allen Weltmeisterschaften teil und konnte so 2002 die Gold- und 2003 die Bronzemedaille gewinnen. Bei der Weltmeisterschaft 2011 gehörte er zum letzten Mal zum WM-Kader, kam aber nicht zum Einsatz.
Außerdem kam er bei den Olympischen Winterspielen 2002 und 2006 zum Einsatz. Insgesamt absolvierte er 83 Länderspiele für die Slowakei.

## Erfolge und Auszeichnungen
| - 2000 Teilnahme am ECHL All-Star Game - 2000 ECHL Goaltender of the Year - 2000 ECHL Rookie of the Year - 2000 ECHL First All-Star Team - 2005 Tschechischer Meister mit dem HC Moeller Pardubice - 2005 Most Valuable Player der Extraliga | - 2007 Tschechischer Vizemeister mit dem HC Pardubice - 2016 Tschechischer Meister mit den Bílí Tygři Liberec - 2016 Bester Torhüter der Extraliga - 2017 Tschechischer Vizemeister mit den Bílí Tygři Liberec - Zlatý puk (Spieler des Jahres der Slowakei) 2002, 2003, 2004, 2005 |

### International
- 1999 Bronzemedaille bei der U20-Junioren-Weltmeisterschaft
- 2000 Silbermedaille bei der Weltmeisterschaft 2000
- 2002 Goldmedaille bei der Weltmeisterschaft 2002
- 2003 Bronzemedaille bei der Weltmeisterschaft 2003